# USS Cooperstown (LCS-23)
«Куперстаун» (англ. USS Cooperstown (LCS-23)) —  бойовий корабель прибережної зони типу «Фрідом» виробництва компанії «Lockheed Martin».
Свою назву отримав на честь міста Куперстаун (Нью-Йорк).

## Історія створення
Корабель був замовлений 29 грудня 2010 року. закладений 14 серпня 2018 року на верфі фірми «Lockheed Martin». 19 січня 2020 року корабель був спущений на воду. 14 грудня 2020 року, завершив приймальні випробування на озері Мічиган.